# Coquillettidia karandalaensis
Coquillettidia karandalaensis är en tvåvingeart som först beskrevs av Wolfs 1951.  Coquillettidia karandalaensis ingår i släktet Coquillettidia och familjen stickmyggor. Inga underarter finns listade i Catalogue of Life.